# Il n'y a pas de plus grand amour (film, 1955)
Pour les articles homonymes, voir Il n'y a pas de plus grand amour.
Pour plus de détails, voir Fiche technique et Distribution.
Il n'y a pas de plus grand amour (Non c'è amore più grande) est un film italien réalisé par Giorgio Bianchi et sorti en 1955.

## Synopsis
Pendant que son époux cherche un emploi, une femme perd l'enfant qu'elle portait en elle mais va prendre le nourrisson d’une autre femme afin de ne pas contrarier son mari lorsqu'il rentrera à la maison.

## Fiche technique
- Titre original : Non c'è amore più grande
- Titre français : Il n'y a pas de plus grand amour
- Réalisation : Giorgio Bianchi
- Scénario : Alessandro De Stefani, Carlo Musso et Luciana Peverelli d'après une histoire de Luigi Angelo
- Musique : Roman Vlad
- Décors : Piero Filippone
- Photographie : Mario Bava
- Montage : Adriana Novelli
- Production : Silvio Clementelli
- Société de production : Serena Film
- Société de distribution : Cinédis
- Pays :  Italie
- Langue : Italien
- Format : Noir et blanc - 35 mm - 1,37:1 - son mono
- Genre : Mélodrame
- Durée: 91 minutes (1 h 31)
- Dates de sortie : 
  - Italie : 7 août 1955
  - France : 14 août 1956

## Distribution
- Franco Interlenghi : Mario
- Antonella Lualdi : Luisa
- Luciana Angiolillo : Bianca
- Arnoldo Foà : Romolo Rocca
- Mario Carotenuto
- Gino Cervi : Andrea
- Teresa Pellati : Ines
- Massimo Kurz  : Andreino
- Annibale Ninchi
- Guido Celano
- Aldo Silvani
- Paolo Poli
- Amedeo Trilli